# Història del Gabon
La història del Gabon abans del contacte amb els europeus és bastant desconeguda, encara que l'art tribal demostra una rica herència cultural.

## Època precolonial
S'ha testimoniat un assentament prehistòric a Gabon. Es van robar pedres treballades a l'àrea de Lopé, que daten de fa 400.000 anys. També es van trobar eixos i puntes de fletxa que es remunten a l'Edat de Pedra, uns 10.000 anys abans de Crist, a l'Ogooué Mitjà i al sud. Dibuixos gravats a les roques prop de Cap López van ser datats de fa més de 8.000 anys. Les empremtes de les activitats humanes en l'edat del ferro mostren la continuïtat dels assentaments a la zona.
En temps històrics, els primers habitants de Gabon són emigrants pigmeus de l'Àfrica central. S'hi van veure obligats per les migracions bantus, que, al seu torn, poblaren Gabon al segle xi fins al segle xix. La història del país abans de l'arribada dels europeus és una panòplia d'històries de caça, la pesca, la recol·lecció i l'agricultura, a més també de la guerra dels diversos grups ètnics. Els mpongwe i oroungous ocuparen les costes, mentre els loumbous explotaren la sal, i els akélés i els nzebis se sap que foren persistents caçadors d'elefants. Les últimes poblacions, arribades al segle xix, els fang, són avui en dia un terç de la població.
Estudiar l'antic Gabon no és fàcil a causa de la manca de testimoniatge escrit. Les tradicions orals dels diferents pobles no són fàcils d'interpretar en particular per determinar la proporció de la realitat i la imaginació en el mite. A més, els tipus de clima i sòl equatorials no permeten una bona conservació de les restes humanes i els rastres de les seves activitats. No obstant això, és probable que encara es facin nous descobriments.
Els portuguesos van ser els primers europeus a la terra de Gabon, el 1472, a la vora del Komo. L'estuari del riu en forma de jaqueta o abric mariner, en portuguès "Gabão", va donar el seu nom a Gabon. López Gonzálvez, Fernán Vaz i Diego Cam van reconèixer la costa de Gabon. Al seu torn, diverses altres nacions europees van establir llocs comercials a les costes. Activitats comercials foren desenvolupades allà tant com a altres llocs de la costa occidental d'Àfrica, no sols el tràfic d'esclaus, sinó també el comerç d'ivori o banús. Els primers esclaus capturats pels portuguesos, de principis del segle xvi, van ser utilitzats en les plantacions de canya de sucre a Sao Tomé, abans que el comerç d'Amèrica es va convertir en predominant.
A causa de la migració interna en curs, Gabon va ser en aquest moment en el camí cap a un equilibri demogràfic que va ser interromput pels europeus. Aquest últim, per continuar el comerç d'esclaus capturats, van comprar esclaus als caps indígenes costaners, que intentaven imposar el seu predomini sobre altres grups ètnics al país. Aquest va ser un bon període per als grups ètnics costaners com el mpongwe i especialment el oroungou que constituïen un regne a les primeres dècades del segle xix. Aquest comerç es va perllongar fins i tot després de la seva prohibició, fins a mitjan segle xix.
Durant aquest període, els europeus no tractaren d'ocupar el país. Només tenen factories que permetien als seus vaixells ancorar en seguretat, embarcar esclaus i mercaderies. Quan un país europeu instal·lava un fort, era més per protegir-se dels competidors que per colonitzar la regió. A la fi del segle xvi, els holandesos suplantaren els portuguesos. Però tingueren una seriosa disputa amb els líders mpongwe de l'estuari que van destruir la fortalesa que havien construït a l'illa de Corisco (1601). El 1698, una nova disputa va portar els holandesos a destruir diversos llogarets mpongwe.
El regne de Loango, bastió del Manikongo que s'estenia des del riu Shiloango en l'actual República del Congo a la punta Kouango en l'actual província de Nyanga, va ser un gran proveïdor d'esclaus. Alguns d'aquests desgraciats eren embarcats a bord de vaixells europeus en el lloc actual de Mayumba.
El centre d'aquest tràfic era l'illa de Pongo, el seu nom mpongwe, que tanca la boca del riu Como; aquesta illa era anomenada pels occidentals Illa del Rei, perquè hi residia el rei dels mpongwe. Per metonímia, tota la regió proveïdora d'esclaus corresponent a l'actual Gabon també va ser anomenada Pongo sense haver mai estat explorada pels navegadors.

## Època colonial francesa
França va assumir l'estat de "protectorat" del territori després de signar tractats amb els caps de les tribus locals el 1839 i el 1841. L'any següent missioners nord-americans van establir una missió a Baraka (actual ciutat de Libreville, capital del país) el 1842. El 1849 els francesos van capturar un navili d'esclaus i els van alliberar a la desembocadura del riu Komo, els esclaus alliberats van anomenar aquesta població com Libreville (ciutat lliure en francès).
El 1910 el Gabon va arribar a ser un dels quatre territoris de l'Àfrica Equatorial Francesa, una federació que va sobreviure fins al 1958. Aquests territoris es van fer independents el 17 d'agost de 1960. La llei del 23 de juny de 1956 establí l'autonomia administrativa de les colònies, i esdevingué república autònoma el 28 de novembre de 1958.

## Gabon independent
El febrer de 1960 el Gabon va decidir sortir de la Unió Francesa i va obtenir la independència el 17 d'agost de 1960. A partir d'aleshores fou governat per presidents autocràtics. Una temptativa militar d'instaurar un govern de progrés el 1964 va ser desfeta per la intervenció de les forces franceses.
El primer president del Gabon, escollit el 1961, va ser Léon M'ba, amb El Hadj Omar Bongo com el seu vicepresident. Quan M'Ba va morir el 1967, Bongo el va reemplaçar com a mandatari segons una recent llei segons la qual el vicepresident succeiria immediatament al president en cas de defunció d'aquest. Bongo va establir un sistema de partit únic, el Partit Democràtic del Gabon (PDG), i va ser el cap d'estat des de llavors fins a la seva mort, el 8 de juny de l'any 2009. Al començament dels anys 90 es va introduir un sistema multipartidari i una nova constitució que van permetre un procés electoral més transparent i reformes de les institucions governamentals.
L'11 de maig de 2021, una delegació de la Commonwealth va viatjar a Gabon mentre Ali Bongo visitava Londres per reunir-se amb el secretari general de l'organització, que reuneix 54 països de parla anglesa.
Després del govern d'Omar Bongo, que va durar 42 anys, va governar el seu fill, Ali Bongo. El 30 d'agost de 2023 es va produir un cop d'estat al Gabon poc després de l'anunci que el president en funcions Ali Bongo havia guanyat les eleccions generals celebrades el 26 d'agost. El Comitè per a la Transició i la Restauració de les Institucions va nomenar Oligui president interí en un anunci emès per la televisió estatal. Més tard es van retransmetre imatges on se'l veia sobre les espatlles des soldats que l'anomenaven «president». Va ser el vuitè cop d'estat reeixit que es va produir a l'Àfrica occidental i central des del 2020.